# Aphyocharax
Az Aphyocharax a sugarasúszójú halak (Actinopterygii) osztályába, a pontylazacalakúak (Characiformes) rendjébe a pontylazacfélék (Characidae) családjába tartozó nem.

## Rendszerezés
A nembe az alábbi 10 faj tartozik:
- Aphyocharax agassizii
- Aphyocharax alburnus
- vörösúszójú pontylazac (Aphyocharax anisitsi)
- Aphyocharax colifax
- Aphyocharax dentatus
- Aphyocharax gracilis
- fehérfoltos pontylazac (Aphyocharax nattereri)
- Aphyocharax pusillus
- zöld pontylazac (Aphyocharax rathbuni)
- Aphyocharax yekwanae